# Survival (Muse)
Survival è un singolo del gruppo musicale britannico Muse, pubblicato il 27 giugno 2012 come unico estratto dalla raccolta A Symphony of British Music: Music for the Closing Ceremony of the London 2012 Olympic Games.

## Descrizione
Survival è stata composta appositamente dal frontman Matthew Bellamy per i Giochi Olimpici di Londra 2012, durante i quali è stata utilizzata come inno ufficiale.
Il brano, insieme a Prelude, è stato trasmesso in anteprima mondiale dall'emittente radiofonica britannica BBC Radio 1, venendo successivamente inclusa nella raccolta ufficiale delle olimpiadi, A Symphony of British Music: Music for the Closing Ceremony of the London 2012 Olympic Games, uscita nell'agosto 2012, e nel sesto album del gruppo, The 2nd Law.

## Tracce
Download digitale, CD promozionale (Regno Unito)
1. Survival – 4:17

CD promozionale (Francia)
1. Survival (Radio Edit) – 4:17
2. Survival (Album Version) – 5:15 – include il brano Prelude

## Formazione
Gruppo
- Matthew Bellamy – voce, chitarra, tastiera, sintetizzatore, arrangiamento strumenti ad arco
- Chris Wolstenholme – basso, voce, sintetizzatore
- Dominic Howard – batteria, percussioni, sintetizzatore

Altri musicisti
- Alessandro Cortini – sintetizzatori aggiuntivi
- Tom Kirk – cantato aggiuntivo
- Bobbi Page – coro
- Susie Stevens Logan – coro
- Teri Koide – coro
- Bech Anderson – coro
- Karen Whipple Schnurr – coro
- Joanna Bushnell – coro
- Baraka Williams – coro
- Kimberley Lingo Hinze – coro
- Scottie Haskell – coro
- Karen Harper – coro
- Francesca Proponis – coro
- Clydene Jackson – coro
- Boddicker Edie-Lehmann – coro
- Raven Kane – coro
- Chyla Anderson – coro
- Kathryn Reid – coro
- Walter Harrah – coro
- Gerald White – coro
- John Kimberling – coro
- Gregory Whipple – coro
- Gabriel Mann – coro
- Antonio Sol – coro
- Oren Waters – coro
- Christian Ebner – coro
- Gregory Jasperse – coro
- Aaron Page – coro
- Guy Maeda – coro
- Michael Geiger – coro
- Robert Joyce – coro
- Reid Bruton – coro

Produzione
- Muse – produzione
- Tommaso Colliva – produzione aggiuntiva, ingegneria del suono
- Adrian Bushby – produzione aggiuntiva, ingegneria del suono
- Chris Lord-Alge – missaggio

## Classifiche
| Classifica (2012)  | Posizione massima |
| ------------------ | ----------------- |
| Belgio (Fiandre)   | 13                |
| Belgio (Vallonia)  | 13                |
| Canada             | 90                |
| Francia            | 18                |
| Germania           | 87                |
| Libano             | 17                |
| Paesi Bassi        | 12                |
| Regno Unito        | 25                |
| Spagna             | 25                |
| Stati Uniti (rock) | 39                |
| Svizzera           | 40                |